# Sublevación en Herat de 2001
La Sublevación en Herat de 2001 fue un levantamiento en contra de los Talibanes, que fue coordinado por los Estados Unidos en el marco de la Invasión a Afganistán. La ciudad fue capturada el 12 de noviembre por la Alianza del Norte, que fue apoyada por fuerzas especiales de Estados Unidos, Reino Unido y la República Islámica de Irán.

## Fuerzas en combate
El equipo de operaciones especiales de Estados Unidos estaba compuesto por un grupo de Rangers del Ejército y de miembros de la Fuerza Delta bajo el mando del General Tommy Franks. Las fuerzas iraníes consistían en varios muembros de las divisiones Quds bajo el mando del General Yahya Rahim Safavi. A su vez, la Alianza del Norte tenía a alrededor de 5000 combatientes irregulares bajo el mando de Ismail Khan, un antiguo comandante durante la Invasión soviética de Afganistán y gobernador de Herat antes de la llegada al poder del Talibán en 1995. Las fuerzas británicas en esta operación no se hicieron públicas por motivos de seguridad nacional.

## El plan
El plan, que fue diseñado por los Generales Tommy Franks y Yahya Safavi, consistía en que miembros de las fuerzas especiales iraníes se infiltraran en la ciudad e iniciaran un levantamiento contra el Talibán. Este evento tendría que coincidir con la entrada de las fuerzas de Ismail Khan a la ciudad. Mientras tanto, miembros de las Fuerzas especiales de Estados Unidos y la CIA seguirían la operación desde Teherán, acompañados de miembros de la inteligencia iraní.

## La operación
La operación empezó el 7 de octubre de 2001. Hacia el final del mes, ataques aéreos de la USAF destruían blancos en Herat y sus alrededores, entre los que había tanques, sistemas de comunicaciones y complejos subterráneos. Esto también incluía el Aeropuerto de Herat, donde se destruyeron varios MiG-17 y MiG-21 de la Fuerza Aérea Afgana.
El 11 de noviembre, el Destacamento Operacional Alfa 554 ("Texas 08") fue insertado vía helicóptero en Herat. Como se había planeado, las fuerzas iraníes entraron sigilosamente en Herat para iniciar la insurrección, la cual finalmente tuvo lugar. La Alianza del Norte, facciones Hazara chiitas y pequeños grupos de fuerzas especiales norteamericanas entraron entonces a la ciudad. Los residentes de Herat también tomaron parte en los combates utilizando palos, piedras y armas que tenían escondidas. La ciudad fue capturada cuando las fuerzas talibanes huyeron hacia las montañas cerca de la frontera iraní, dejando atrás varios tanques. Los prisioneros, incluyendo a voluntarios chechenos y árabes, fueron llevados a campos de detención secretos.

## Resultado
El levantamiento fue celebrado con disparos al aire por parte de la población. Los medios iraníes reportaron que había gente bailando en los techos y tocando las bocinas de sus autos en señal de celebración. Ismail Khan se consolidó como Emir de Afganistán occidental, hubo informes de que recibía grandes cantidades de dinero desde Irán con tal de mantenerse leal a ellos. Khan concedió amnistía a los antiguos miembros del Talibán, advirtiéndoles de serias consecuencias si estos volvían a levantarse en armas.
Khan se mantuvo como gobernador de Herat hasta 2004, cuando fue destituido por el presidente Hamid Karzai. La destitución de Khan provocó protestas violentas.